# Biblioteca de la Casa de Cultura de Santoña
La Biblioteca de la Casa de Cultura de Santoña es una institución que se encuentra en la ciudad de Santoña, en Cantabria (España). Comenzó su actividad junto a la Casa de Cultura de Santoña, junto a la que comparte sede, el 24 de septiembre de 1993. Forma parte del Sistema de Lectura Pública de Cantabria.

## Servicios
Cuenta con 56 puestos de lectura y estudio, hemeroteca de las noticias locales desde 1995, información bibliográfica y de referencia, Internet, actividades culturales y préstamo de libros individual y a domicilio.